# Colombier du manoir de Kerandraou
Le colombier du manoir de Kerandraou est un bâtiment à Troguéry, une commune du département des Côtes-d'Armor dans la région Bretagne en France. Le colombier est classé au titre des monuments historiques le 16 octobre 2003.
Le bâtiment s'élève au sud du manoir qui appartenait à la famille de Cornulier au XVIIIe siècle. 
Le colombier du XIVe siècle ou XVe siècle comprend à l'intérieur des centaines de boulin incurvés où nichent les couples de pigeons.   